# Józef Teksel

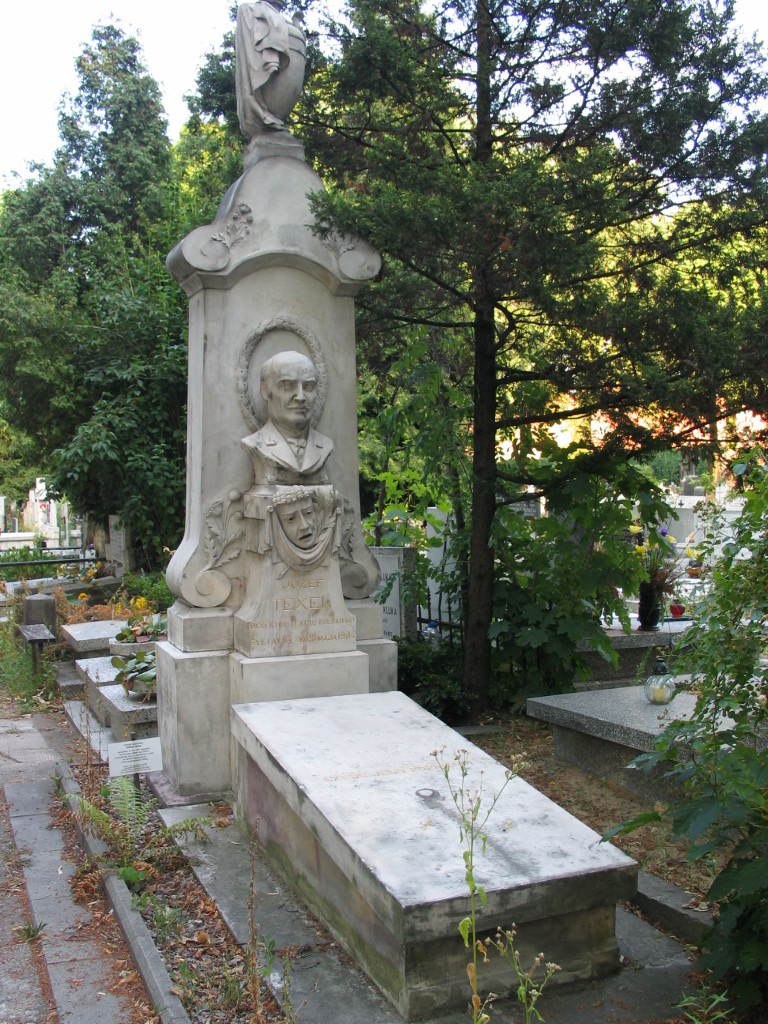
Nagrobek Józefa Teksela na Starym Cmentarzu w Łodzi.

Józef Grzegorz Teksel, także Józef Grzegorz Texel (ur. 12 marca 1839 w Łomży, zm. 28 maja 1904 w Łodzi) – aktor, śpiewak, dyrektor teatrów, założyciel teatru Victoria w Łodzi (obecny gmach kina Polonia).

## Życiorys
Grywał głównie w komediach, operetkach i wodewilach. Grywał również amantów. Jego najbardziej znane role to: Henryk (Rita Hiszpanka), Lubomir (Pan Geldhab), Hrabia (Okno na pierwszym piętrze), Parys, Midas i Menelaus (Piękna Helena), Genio (Pan Damazy), Placyd (Piosnka wujaszka), Żupan (Baron cygański), Alfons (Raptus), Major (Damy i huzary), Rejent (Zemsta), Twardosz (Dożywocie), Klapkiewicz (Przed ślubem). Karierę aktorską realizował głównie w zespołach Pawła Ratajewicza oraz Anastazego Trapszy, a także we własnych zespołach. Głównie był aktorem i śpiewakiem objazdowym – grywał przede wszystkim w miastach Królestwa Polskiego. Można było go oglądać na scenach miast, takich jak: Kielce, Buk, Solec, Łęczna, Płock, Brześć Litewski, Krasnystaw, Lublin, Łomża, Suwałki, Radom, Piotrków Trybunalski, Łódź, Kalisz, Lwów, Warszawa, Częstochowa. Grywał również w Odessie i Petersburgu. W 1877 zainicjował budowę teatru Victoria w Łodzi, którego kilkukrotnie był dyrektorem oraz właścicielem. Funkcję dyrektora pełnił również w innych teatrach, w tym: w ludowym w Łodzi, polskim w Petersburgu, w Częstochowie i Lublinie. Związany był również z warszawskimi teatrami ogródkowymi, takimi jak: Alhambra, Eldorado, Cyrk i Belle Vue, Tivioli i Wodewil. W latach 1890–1904 mieszkał w Łodzi, gdzie w teatrze Victoria pełnił funkcję kasjera, sporadycznie uczestnicząc w występach scenicznych, a w 1899 kierował również przedstawieniami amatorskimi Łódzkiego Chrześcijańskiego Towarzystwa Dobroczynności na Księżym Młynie. W 1903 prowadził teatr ludowy występujący w Parku Źródliska.

### Życie prywatne
Ojcem Teksla był Karol Teksel – stolarz, matką zaś Weronika z domu Kędzierska. Pierwszy ślub wziął 20 sierpnia 1865 z Marią z domu Dzierzgowską, z którą miał córkę – Marię Annę Teksel, a drugi z Karoliną ok. 1880. Został pochowany na Starym Cmentarzu w Łodzi.